# Copa de Seleções Estaduais Sub-20 de 2017
A Copa de Seleções Estaduais Sub-20 de 2017 é a segunda edição deste torneio da categoria Sub-20 realizado pela Confederação Brasileira de Futebol (CBF). O torneio foi realizado entre os dias 17 de novembro e 17 de dezembro. Dos 27 Estados, apenas a Seleção do Distrito Federal não teve interesse em participar da competição.

## Regulamento
A Copa de Seleções Estaduais Sub-20 de 2017 é composta por 26 seleções estaduais participantes que confirmaram participação dentro do prazo estipulado.
A Copa é disputada em cinco fases. Na Primeira Fase, as quatro seleções estaduais menores ranqueadas no Ranking Nacional das Federações (RNF) de 2017 serão distribuídas em dois grupos com duas seleções cada (disputa em partidas de ida e volta), do qual classificam-se duas seleções para a fase seguinte. Na Segunda Fase, as 24 seleções (22 melhores ranqueadas no RNF 2017, mais as duas classificadas da Primeira Fase) serão divididas em oito grupos de três seleções cada (disputa em turno único), dos quais a melhor colocada de cada grupo passa de fase. Nas Terceira Fase (Quartas-de-final), as oito seleções estaduais serão divididas em quatro grupos de duas seleções cada, onde enfrentar-se-ão no sistema eliminatório (“mata-mata”), em jogo único, e os vencedores de cada grupo passam para a Quarta Fase (Semifinal) e daí decidem quem serão os dois finalistas.
Somente é permitida a participação de atletas nascidos a partir de 1997 e as seleções estaduais só poderão utilizar atletas que estejam registrados por clubes do seu Estado.
A seleção vencedora da Copa receberá o Troféu Campeão da Copa de Seleções Estaduais Sub-20 de 2017, além de 40 medalhas douradas destinadas aos seus atletas, comissão técnica e dirigentes.

### Critérios de desempate
Os critérios de desempate, para indicar o clube vencedor de cada confronto, na Primeira Fase, quando houver igualdade em pontos ganhos ao final das duas partidas de cada grupo, serão os seguintes:
- 1º) maior saldo de gols;
- 2º) cobrança de pênaltis, de acordo com os critérios adotados pela International Football Association Board.

Em caso de empate em pontos ganhos entre dois ou mais clubes ao final da Segunda Fase, o desempate para efeito de classificação será definido observando-se os critérios abaixo, aplicados à fase:
- 1º) maior saldo de gols;
- 2º) maior número de gols pró;
- 3º) menor número de cartões vermelhos recebidos;
- 4º) menor número de cartões amarelos recebidos;
- 5º) sorteio.

## Participantes
| Equipe              | Participação |
| ------------------- | ------------ |
| Acre                | 1ª           |
| Alagoas             | 1ª           |
| Amapá               | 1ª           |
| Amazonas            | 1ª           |
| Bahia               | 1ª           |
| Ceará               | 1ª           |
| Espírito Santo      | 1ª           |
| Goiás               | 1ª           |
| Maranhão            | 1ª           |
| Mato Grosso         | 1ª           |
| Mato Grosso do Sul  | 1ª           |
| Minas Gerais        | 2ª           |
| Pará                | 1ª           |
| Paraíba             | 1ª           |
| Paraná              | 1ª           |
| Pernambuco          | 1ª           |
| Piauí               | 1ª           |
| Rio Grande do Norte | 1ª           |
| Rio Grande do Sul   | 2ª           |
| Rio de Janeiro      | 2ª           |
| Rondônia            | 1ª           |
| Roraima             | 1ª           |
| Santa Catarina      | 1ª           |
| São Paulo           | 2ª           |
| Sergipe             | 1ª           |
| Tocantins           | 1ª           |

## Tabela

### Primeira fase

#### Grupo A
| 17 de novembro de 2017 | Roraima                 | 2 – 2  | Rondônia          | Estádio Aluízio Ferreira, Porto Velho, RO                                                           |
| 22:00                  | Ribinha 40' · Régys 67' | Súmula | 49' Tom · 83' Ney | Árbitro: Jonathan Antero Silva Auxiliares: Márcia Bezerra Lopes Caetano e Adenilson de Souza Barros |

| - Roraima: Isaac Nobre; Luã Souza, Régys (Renan), Daniel e Pará; Lucas Caliew, Vinícius, Lucas Sudário e André Arruda; Ribinha e Matheus Tomaz (Leandrinho). Técnico: Beto Vieira. - Rondônia: Lucão; Pimentinha, Jorge, Ney e Lucas Santos (Manoel); Carlinhos, Valadares, Wellves e Weslei Rafael (Ykys); Tom e Pelezinho (Orelha). Técnico Tiago Batizoco. |

| 19 de novembro de 2017 | Rondônia | 0 – 1  | Roraima           | Estádio Aluízio Ferreira, Porto Velho, RO                                                 |
| 22:00                  |          | Súmula | 31' Matheus Tomaz | Árbitro: Maicon Pessoa de Souza Auxiliares: Valdebranio da Silva e Davi da Silva Oliveira |

| - Rondônia: Lucão; Pimentinha (Ykys), Jorge, Ney e Lucas Santos (Joãozinho); Carlinhos, Valadares, Wellves (Bruno Rafael) e Weslei Rafael; Tom (Yuri) e Pelezinho. Técnico Tiago Batizoco. - Roraima: Leonay (Isaac Nobre); Luã Souza, Régys, Daniel e Pará; Lucas Caliew, Vinícius, Leandrinho (Vinícius Alves) e André Arruda (Renan); Ribinha (Joel Corrêa) e Matheus Tomaz. Técnico: Beto Vieira. |

#### Grupo B
| 17 de novembro de 2017 | Amapá | 0 – 4  | Tocantins                                        | Estádio Aluízio Ferreira, Porto Velho, RO                                                 |
| 19:00                  |       | Súmula | 51' David · 58' Cosme · 74' Damião · 81' Edmundo | Árbitro: Maicon Pessoa de Souza Auxiliares: Valdebranio da Silva e Davi da Silva Oliveira |

| - Amapá: Pezão; Zé Lucas, Erivan, João Sacramento (Dadinho) e Caio; Paulo, Luiz Fernando, Neto e José Vitor (Mateus); Fernando e Feijão (Ronald). Técnico: Vitor Jaime. - Tocantins: Victor Fernandes; Wellington, Pedro Igor, Edu Brito (Chicão) e Gustavo Lobó (Valder Júnior); Paulo Rodrigo, Walace, David e Cosme (Damião); Edmundo e Lucas Silva (Renan). Técnico: Fabricio Carvalho. |

| 19 de novembro de 2017 | Tocantins | 1 – 0  | Amapá | Estádio Aluízio Ferreira, Porto Velho, RO                                                           |
| 19:00                  | Renan 65' | Súmula |       | Árbitro: Jonathan Antero Silva Auxiliares: Márcia Bezerra Lopes Caetano e Adenilson de Souza Barros |

| - Tocantins: Victor Fernandes; Wellington, Pedro Igor, Edu Brito (Chicão) e Gustavo Lobó; Paulo Rodrigo, David, Walace (Valder Júnior) e Cosme (Damião); Edmundo e Lucas Silva (Renan). Técnico: Fabricio Carvalho. - Amapá: Pezão; Zé Lucas, João Sacramento, Paulo e Caio; Luiz Fernando (Everton), Neto, Guilherme e José Vitor (Ronald); Dadinho e Feijão. Técnico: Vitor Jaime. |

### Segunda fase

#### Grupo 1
| Time      | Pts | J | V | E | D | GP | GS | SG |
| --------- | --- | - | - | - | - | -- | -- | -- |
| São Paulo | 4   | 2 | 1 | 1 | 0 | 2  | 0  | +2 |
| Maranhão  | 2   | 2 | 0 | 2 | 0 | 3  | 3  | 0  |
| Sergipe   | 1   | 2 | 0 | 1 | 1 | 3  | 5  | -2 |

| 29 de novembro de 2017 | São Paulo                       | 2 – 0  | Sergipe | Centro de Treinamento Laudo Natel, Cotia, SP                                                     |
| 16:00                  | Rodrigo Farofa 31' · Marlon 70' | Súmula |         | Árbitro: Leonardo Ferreira Lima Auxiliares: Fabrini Bevilaqua Costa e Patricia Carla de Oliveira |

| - São Paulo: Luan; Danilo Belão, Adriel, Rony e Salomão; Renan Areias (Pedrinho), Paulo Henrique (Arthur) e Pedro Augusto; Rodrigo Farofa (Mailton), Higor (Marlon) e Matheus Serafim (Willian). Técnico: Pablo Fernandez. - Sergipe: Ismael; Marcelinho, Maxsuel, Renato e Renisson (Biro-Biro); Obina (Netinho), Lulinha, Otávio e Bruninho (Jotinha); João Vitor e Victor (Phelipe). Técnico: Caio Simões. |

| 1º de dezembro de 2017 | Sergipe                                       | 3 – 3  | Maranhão                       | Centro de Treinamento Laudo Natel, Cotia, SP                                                           |
| 16:00                  | Marcelinho 23' (P) · Victor 36' · Netinho 88' | Súmula | 31' André · 85' Abu · 90' Yann | Árbitro: Rodrigo Gomes Paes Domingues Auxiliares: Renata Ruel Xavier de Brito e Leandra Aires Cossette |

| - Sergipe: Ismael (Sandro); Marcelinho, Renato, Netinho e Renisson; Maxsuel, Otávio (Jotinha), Obina (Biro-Biro) e Lulinha; Victor (João Vitor) e Bruninho (Phelipe). Técnico: Caio Simões. - Maranhão: Wanderson; Yann, Tomais, Hugo e Wesley (Ângelo); João Vitor (Neto), Abu, Conca (Leo) e Igor; André e Vidal (Matheus Lima). Técnico: Arlindo Maracanã. |

| 3 de dezembro de 2017 | Maranhão | 0 – 0  | São Paulo | Centro de Treinamento Laudo Natel, Cotia, SP                                                       |
| 16:00                 |          | Súmula |           | Árbitro: Márcio Henrique de Gois Auxiliares: Fabricio Porfirio de Moura e Marcela de Almeida Silva |

|  |

#### Grupo 2
| Time           | Pts | J | V | E | D | GP | GS | SG |
| -------------- | --- | - | - | - | - | -- | -- | -- |
| Rio de Janeiro | 6   | 2 | 2 | 0 | 0 | 7  | 2  | +5 |
| Piauí          | 3   | 2 | 1 | 0 | 1 | 3  | 4  | -1 |
| Paraíba        | 0   | 2 | 0 | 0 | 2 | 4  | 8  | -4 |

| 29 de novembro de 2017 | Piauí                                          | 3 – 2  | Paraíba                           | Estádio de Moça Bonita, Rio de Janeiro, RJ                                                   |
| 16:00                  | Vilmar 11' · Gabriel 20' · Wagner Lauretti 67' | Súmula | 40' Maceió · 90'+3 Lucas Vinícius | Árbitro: Rafael Martins de Sá Auxiliares: Diego Luiz Couto Barcelos e Rachel de Mattos Bento |

| - Piauí: Mateus Neves; Mayko (Emanuel), David, Matheus e Vilmar; Déris, Kaio, Eduardo e Erisvaldo (Victor); Wagner Lauretti (Wesley) e Gabriel (Edilson). Técnico: Aníbal Lemos. - Paraíba: Sancler; Carlinhos, André, Gabriel (Ramon) e Maceió; Luanderson, Sílvio, Nego e Agabo (Jallysson); Luquinhas (Bruno Lima) e Lucas Vinícius. Técnico: Ramiro de Souza. |

| 1º de dezembro de 2017 | Rio de Janeiro                      | 2 – 0  | Piauí | Estádio de Moça Bonita, Rio de Janeiro, RJ                                                             |
| 16:00                  | Alexandre Junio 18' · Jacozinho 49' | Súmula |       | Árbitro: Daniel Victor Costa Silva Auxiliares: Thiago Gomes Magalhães e Daniel do Espirito Santo Parro |

| - Rio de Janeiro: Philippe; Lucas Bala, Brenner (Matheus Reis), Gabriel Gomes e Sorin; Wembley (Sandson), Léo Franco (Magé), PK (Carrera) e Capixaba; Alexandre Junio (Joãozinho) e Jacozinho. Técnico: Israel Venâncio. - Piauí: Mateus Neves; Mayko, David, Matheus (Emanuel) e Vilmar; Déris (Edilson), Kaio, Eduardo e Erisvaldo; Wagner Lauretti e Gabriel (Victor). Técnico: Aníbal Lemos. |

| 3 de dezembro de 2017 | Paraíba                            | 2 – 5  | Rio de Janeiro                                                       | Estádio de Moça Bonita, Rio de Janeiro, RJ                                                                    |
| 16:00                 | Lucas Vinícius 58' · Jallysson 71' | Súmula | 24' 40' Alexandre Junio · 30' Jacozinho · 49' Capixaba · 69' Carrera | Árbitro: Daniel de Sousa Macedo Auxiliares: Daniel de Oliveira Alves Pereira e Millena Cristina Barros Santos |

| - Paraíba: Sancler; Carlinhos (Tales), André, Ramon e Maceió; Luanderson, Sílvio, Nego (Jallysson) e Agabo (Gabriel); Luquinhas (Bruno Lima) e Lucas Vinícius (Vitor). Técnico: Ramiro de Souza. - Rio de Janeiro: Philippe; Lucas Bala (Carrera), Brenner, Gabriel Gomes e Sorin (Marcos Vinicius); Wembley (Magé), Léo Franco, PK e Capixaba; Alexandre Junio e Jacozinho (Yago). Técnico: Israel Venâncio. |

#### Grupo 3
| Time         | Pts | J | V | E | D | GP | GS | SG |
| ------------ | --- | - | - | - | - | -- | -- | -- |
| Mato Grosso  | 4   | 2 | 1 | 1 | 0 | 2  | 0  | +2 |
| Minas Gerais | 2   | 2 | 0 | 2 | 0 | 3  | 3  | 0  |
| Amazonas     | 1   | 2 | 0 | 1 | 1 | 3  | 5  | -2 |

| 29 de novembro de 2017 | Amazonas | 0 – 2  | Mato Grosso                   | Arena do Calçado, Nova Serrana, MG                                                           |
| 15:00                  |          | Súmula | 59' Fernandinho · 84' Ricardo | Árbitro: Felipe Fernandes de Lima Auxiliares: Augusto Magno de Ramos e Douglas Almeida Costa |

| - Amazonas: Miguel; Romarinho, João Pedro, Thiago e Cyro; Emerson Bombado, Tiririca (Rafael Rennardy), Eduardo Victorio (Caio) e Vitinho (Judá); Gabriel Renan e Rivelino. Técnico: Darlan Borges. - Mato Grosso: João Pedro; Leonardo, Matheus, Lucão e Lucas Mendonça; Edson (Luan), Igor, Brenno e Fernandinho (João, depois Kaique); Ricardo e Mosquito. Técnico: Gianni Freitas. |

| 1º de dezembro de 2017 | Minas Gerais                      | 3 – 3  | Amazonas                                         | Estádio das Alterosas, Belo Horizonte, MG                                    |
| 15:00                  | Pilar 22' 54' · Michel Borges 87' | Súmula | 11' Vitinho · 51' Emerson Bombado · 90' Rivelino | Árbitro: Ronei Cândido Alves Auxiliares: Breno Rodrigues e Leonardo Henrique |

| - Minas Gerais: Erick; Pedro Lopes (Wilson), Victor Caetano, Vinicius Fernandes e Michel; Natan (Pedro Nascimento), João Eduardo (Vitor Hugo), Thomas e Marcus Vinícius (Michel Borges); Pilar e Yan (Cleiton). Técnico: Guiba. - Amazonas: Miguel; Romarinho, João Pedro, Thiago e Cyro; Emerson Bombado, Judá, Eduardo Victorio (Caio) e Vitinho (Tiririca); Gabriel Renan (Rafael Rennardy, depois Marco Rogério) e Rivelino. Técnico: Darlan Borges. |

| 3 de dezembro de 2017 | Mato Grosso | 0 – 0  | Minas Gerais | Estádio das Alterosas, Belo Horizonte, MG                                                           |
| 15:00                 |             | Súmula |              | Árbitro: Antônio Márcio Teixeira da Silva Auxiliares: Marconi Helbert Vieira e Luiz Antonio Barbosa |

| - Mato Grosso: João Pedro; Leonardo, Matheus, Lucão e Lucas Mendonça (Kaique); Edson (Luan), Igor, Brenno e Fernandinho (Vinícius); Ricardo e Mosquito. Técnico: Gianni Freitas. - Minas Gerais: Erick; Pedro Lopes, Victor Caetano, Vinicius Fernandes e Michel; João Eduardo, Thomas, Pedro Nascimento, Cleiton e Marcus Vinícius; Pilar. Técnico: Guiba. |

#### Grupo 4
| Time              | Pts | J | V | E | D | GP | GS | SG |
| ----------------- | --- | - | - | - | - | -- | -- | -- |
| Rio Grande do Sul | 6   | 2 | 2 | 0 | 0 | 9  | 1  | +8 |
| Acre              | 3   | 2 | 1 | 0 | 1 | 3  | 6  | -3 |
| Alagoas           | 0   | 2 | 0 | 0 | 2 | 3  | 8  | -5 |

| 29 de novembro de 2017 | Rio Grande do Sul                         | 4 – 0  | Acre | Estádio Universitário da PUCRS, Porto Alegre, RS                                                      |
| 16:00                  | Vitinho 37' · Caprini 52' 79' · Ariel 88' | Súmula |      | Árbitro: Anderson da Silveira Farias Auxiliares: Max Augusto Guimarães Vioni e Maira Mastella Moreira |

| - Rio Grande do Sul: Raul; Vitinho, Bruno Centeno, Bruno Jesus (Paulo Sérgio) e Filipe Duarte (Gabriel Silva); Santoris, Felipe Dini (Ariel), Kelvin (Luis Felipe) e Ramiro; Brenner e Caprini (Ramon). Técnico: Arílson da Costa. - Acre: Marcos Wilque; Marcos (Gabriel), Caboco, Kaisson e Hugo Monteiro; Carlos Gabriel (Lucas Limão), Fernando, Carlos Eduardo (Douglas) e Matheuzinho; Alemão e Cleiton (Fabio). Técnico: Elizaldo Torres. |

| 1º de dezembro de 2017 | Acre                             | 3 - 2  | Alagoas                  | Estádio Universitário da PUCRS, Porto Alegre, RS                                          |
| 16:00                  | Alemão 68' · Matheuzinho 77' 84' | Súmula | 36' Juninho · 51' Daniel | Árbitro: Vinicius Gomes do Amaral Auxiliares: Mateus Oliveira Rocha e Luiza Naujarks Reis |

| - Acre: Marcos Wilque; Marcos (Gabriel), Caboco (Douglas), Kaisson e Hugo Monteiro; Carlos Gabriel (Fabio), Fernando (Lucas Limão), Carlos Eduardo (Gabriel) e Matheuzinho; Alemão e Cleiton. Técnico: Elizaldo Torres. - Alagoas: Naldo; Myller, Rodrigo Freire, Renan, Leonardo (Eloi) e Erik; Daniel Mendonça, Charles e Juliano (Isaque); Alan (Neto) e Juninho (Riquinho). Técnico: Bebeto Moraes. |

| 3 de dezembro de 2017 | Alagoas    | 1 - 5  | Rio Grande do Sul                                         | Estádio Universitário da PUCRS, Porto Alegre, RS                                                    |
| 16:00                 | Daniel 61' | Súmula | 3' 4' Vitinho · 36' Brenner · 52' Ramon · 69' Luis Felipe | Árbitro: Douglas Schwengber da Silva Auxiliares: André da Silva Bitencourt e Fabricio Lima Baséggio |

| - Alagoas: Naldo (Oscar); Myller, Rodrigo Freire, Guilherme, Leonardo e Erik; Daniel Mendonça, Charles (Riquinho) e Juliano (Isaque); Alan (Eloi) e Juninho. Técnico: Bebeto Moraes. - Rio Grande do Sul: Luis Felipe; Vitinho (Mano), Bruno Centeno, Bruno Jesus e Filipe Duarte (Ramiro Simon); Santoris, Ariel, Kelvin (Luis Felipe) e Ramiro (João Victor); Brenner (Ramon) e Caprini. Técnico: Arílson da Costa. |

#### Grupo 5
| Time               | Pts | J | V | E | D | GP | GS | SG |
| ------------------ | --- | - | - | - | - | -- | -- | -- |
| Santa Catarina     | 6   | 2 | 2 | 0 | 0 | 7  | 1  | +6 |
| Pará               | 3   | 2 | 1 | 0 | 1 | 4  | 6  | -2 |
| Mato Grosso do Sul | 0   | 2 | 0 | 0 | 2 | 3  | 7  | -4 |

| 29 de novembro de 2017 | Santa Catarina             | 3 – 1  | Mato Grosso do Sul  | Estádio da Ressacada, Florianópolis, SC                                             |
| 16:00                  | Khevin 12' · Vitão 19' 87' | Súmula | 76' Marcus Vinicius | Árbitro: William Machado Steffen Auxiliares: Carlos Felipe Schmidt e Gizele Casaril |

| - Santa Catarina: Vinícius; Guga (Gustavo), Hiago, Maurício e Lovat (Fabian); Lucas Bessa, Khevin e Matheusinho; Getúlio (Silvano), Janderson (Perotti) e Vitão. Técnico: Rodrigo Casarin. - Mato Grosso do Sul: Clemer; Patrick, Toró, Jair (Martinely) e Vinícius (Marcus Vinícius); Marlon, João Victor, Wender e Lucas Caetano (Gabriel); Rafinha e Matheus Leite. Técnico: Mauro Marino. |

| 1º de dezembro de 2017 | Mato Grosso do Sul           | 2 – 4  | Pará                                              | Estádio da Ressacada, Florianópolis, SC                                                            |
| 19:00                  | Marlon 11' · João Victor 71' | Súmula | 31' 73' Matheus · 46' Marcos Seabra · 85' Mariano | Árbitro: Eduardo Cordeiro Guimarães Auxiliares: Diego Leonel Félix e Thanara Pryscilla Rosa Spezia |

| - Mato Grosso do Sul: Clemer; Patrick, Martinely (Jair, depois Gabriel), Toró e Vinícius; Marlon, João Victor, Wender (Luan) e Marcus Vinicius; Rafinha (Lucas Caetano) e Matheus Leite. Técnico: Mauro Marino. - Pará: Gabriel; Matheus Marituba, Marcos Seabra, Welington e Diego Daniel; Lucas Geovani, Marco Antonio (Lucas), Fabinho (Ivan Pogba) e Willyam; Matheus e Mariano. Técnico: Aylton Costa. |

| 3 de dezembro de 2017 | Pará | 0 – 4  | Santa Catarina                                           | Estádio da Ressacada, Florianópolis, SC                                                          |
| 15:00                 |      | Súmula | 27' Khevin · 41' Perotti · 63' Silvano · 75' Matheusinho | Árbitro: Ramon Abatti Abel Auxiliares: Gianlucca Perrone de Vasconcellos e Maira Americano Labes |

| - Pará: Gabriel; Matheus Marituba, Marcos Seabra, Welington e Diego Daniel; Lucas Geovani (Alan), Marco Antonio (Miguelzinho), Fabinho (Ivan Pogba) e Willyam; Matheus e Mariano. Técnico: Aylton Costa. - Santa Catarina: Tiepo; Alcino, Hiago, Maurício (Fabian) e Lovat; Lucas Bessa, Khevin e Matheusinho; Getúlio (Jefferson), Janderson (Silvano) e Perotti. Técnico: Rodrigo Casarin. |

#### Grupo 6
| Time                | Pts | J | V | E | D | GP | GS | SG |
| ------------------- | --- | - | - | - | - | -- | -- | -- |
| Paraná              | 6   | 2 | 2 | 0 | 0 | 5  | 1  | +4 |
| Espírito Santo      | 1   | 2 | 0 | 1 | 1 | 1  | 2  | -1 |
| Rio Grande do Norte | 1   | 2 | 0 | 1 | 1 | 2  | 5  | -3 |

| 29 de novembro de 2017 | Espírito Santo | 1 – 1  | Rio Grande do Norte | Estádio do Pinhão, São José dos Pinhais, PR                                                      |
| 16:00                  | Thiago 50'     | Súmula | 12' Negueba         | Árbitro: Leonardo Sígari Zanon Auxiliares: João Fabio Machado Brischiliari e Sandra Maria Dawies |

| - Espírito Santo: Pedro Henrique; Felipe Pampolim, Dudu, Raphael e Thallyson; Cristopher, Dodô (Nascimento), Rozário e Marcinho (Dandan); Andinho (Breno) e Falcão (Thiaguinho). Técnico: Erich Bomfim. - Rio Grande do Norte: Ewerton; Paulinho, Matheus, Fred e Felipe (Luiz Carlos); Gaspar, Juninho (Lecinho) e Anthony (Alanderson); Xilú (Luquinha), Denilson (Thiago) e Negueba. Técnico: Fernando Tonet. |

| 1º de dezembro de 2017 | Paraná      | 1 – 0  | Espírito Santo | Estádio do Pinhão, São José dos Pinhais, PR                                          |
| 16:00                  | Miullen 12' | Súmula |                | Árbitro: Lucas Paulo Torezin Auxiliares: Weber Felipe Silva e Felipe Gustavo Schmidt |

| - Paraná: Gui; Matheus Dias, Ricardo, Guilherme Chiesa e Caio (Warley); Jhonny Lucas, Anderson (Dedei), Uelber (Denilsom) e Gabriel Pires; Guga (Taigo) e Miullen. Técnico: Luciano Simm. - Espírito Santo: Pedro Henrique; Thiago, Renato, Raphael e Thallyson (Dodô); Christopher (Falcão), Dudu (Felipe Pampolim), Dandan (Nascimento), Rozário e Marcinho; Andinho (Breno). Técnico: Erich Bomfim. |

| 3 de dezembro de 2017 | Rio Grande do Norte | 1 – 4  | Paraná                                                          | Estádio do Pinhão, São José dos Pinhais, PR                                                            |
| 16:00                 | Denilson 25'        | Súmula | 8' Gabriel Pires · 24' Jhonny Lucas · 60' Uelber · 61' Anderson | Árbitro: José Mendonça da Silva Júnior Auxiliares: André Luiz Severo e Jefferson Cleiton Piva da Silva |

| - Rio Grande do Norte: Ewerton; Paulinho, Matheus, Fred e Felipe (Luis Carlos); Gaspar (Lecinho), Juninho, Xilú (Luquinha) e Anthony (Jádson); Denílson e Negueba (Thiago). Técnico: Fernando Tonet. - Paraná: Irineu; Matheus Dias, Ricardo, Guilherme Chiesa e Caio; Jhonny Lucas, Anderson (Warley), Uelber (Denilsom) e Gabriel Pires (Dedei); Guga (Andrey) e Miullen. Técnico: Luciano Simm. |

#### Grupo 7
| Time       | Pts | J | V | E | D | GP | GS | SG |
| ---------- | --- | - | - | - | - | -- | -- | -- |
| Pernambuco | 6   | 2 | 2 | 0 | 0 | 4  | 1  | +3 |
| Tocantins  | 1   | 2 | 0 | 1 | 1 | 1  | 2  | -1 |
| Ceará      | 1   | 2 | 0 | 1 | 1 | 2  | 4  | -2 |

| 29 de novembro de 2017 | Tocantins        | 1 – 1  | Ceará             | Arena de Pernambuco, São Lourenço da Mata, PE                                                    |
| 16:00                  | Gustavo Lobó 31' | Súmula | 33' Arthur Cabral | Árbitro: Ana Karina Marques Valentin Auxiliares: Charles Rosas Pires e Gilberto Freire de Farias |

| - Tocantins: Victor Fernandes; Wellington, Pedro Igor, Edu Brito e Gustavo Lobó; Paulo Rodrigo, Walace (Juninho), David e Cosme (Renan); Edmundo (Lucas Silva) e Luan Santana (Damião). Técnico: Fabricio Carvalho. - Ceará: Esaú; Felix (Bryan), Guilherme, Pedro Zanatti e Felipe Jonatan; Iago, Madalena (Jackson) e Filipe Maia (Sérgio Carvalho); Clemer (Jacaré), Arthur Cabral e Rafinha (Erison). Técnico: Mozart Gomes Neto. |

| 1º de dezembro de 2017 | Pernambuco   | 1 – 0  | Tocantins | Arena de Pernambuco, São Lourenço da Mata, PE                                                         |
| 16:00                  | Jeremias 73' | Súmula |           | Árbitro: Wagner Cabral Miranda Auxiliares: Ricardo Bezerra Chianca e Fernando Antonio da Silva Junior |

| - Pernambuco: Sergio; Serra, Izael, Otávio e Evandro; Jefferson, João Victor, Dadá, Marlon e Robinho; Wallace. Técnico: Levi Gomes. - Tocantins: Victor Fernandes; Wellington, Pedro Igor, Edu Brito e Gustavo Lobó (Juninho); Paulo Rodrigo, Walace (Renan), David e Cosme (Luan Santana); Edmundo e Lucas Silva (Damião). Técnico: Fabricio Carvalho. |

| 3 de dezembro de 2017 | Ceará      | 1 – 3  | Pernambuco                       | Arena de Pernambuco, São Lourenço da Mata, PE                                                        |
| 16:00                 | Jacaré 46' | Súmula | 60' João Victor · 88' 89' Mikael | Árbitro: Luiz Cláudio Sobral Auxiliares: Bruno César Chaves Vieira e Francisco Chaves Bezerra Junior |

| - Ceará: Esaú; Sérgio Carvalho, Guilherme, Pedro Zanatti (Erison) e Felipe Jonatan; Iago, Jackson e Filipe Maia (Mattheus Silva); Clemer (Nael), Arthur Cabral e Rafinha (Jacaré). Técnico: Mozart Gomes Neto. - Pernambuco: Sergio; Serra, Izael, Otávio e Evandro; João Victor, Marcelo (Jefferson), Dadá (Mikael), Marlon (James) e Robinho (Robinho); Wallace (Jeremias). Técnico: Levi Gomes. |

#### Grupo 8
| Time    | Pts | J | V | E | D | GP | GS | SG |
| ------- | --- | - | - | - | - | -- | -- | -- |
| Goiás   | 6   | 2 | 2 | 0 | 0 | 5  | 2  | +3 |
| Bahia   | 3   | 2 | 1 | 0 | 1 | 5  | 2  | +3 |
| Roraima | 0   | 2 | 0 | 0 | 2 | 1  | 7  | -6 |

| 29 de novembro de 2017 | Goiás                                       | 3 – 1  | Roraima          | Estádio Olímpico Pedro Ludovico, Goiânia, GO                                              |
| 16:00                  | Albano 25' · Marcos Paulo 38' · Madison 74' | Súmula | 55' André Arruda | Árbitro: Tiago Gomes da Silva Auxiliares: Adailton Fernando Menezes e Bruno Rezende Silva |

| - Goiás: Lucas; Waguinho (Cleuber), Guilherme, Luizão e Rodrigues; Batata (Lucas Belisco), Madison e Albano (Zé Augusto); David (Cardoso), Marcos Paulo e Gustavo Henrique (Rafael Barbosa). Técnico: Raphael Miranda. - Roraima: Isaac Nobre; Luã Souza, Andrio, Daniel e Pará; Juca, Lucas Sudário (Vinícius), Lucas Caliew (Joel Corrêa) e André Arruda; Leandrinho (Gustavo Frazão) e Ribinha. Técnico: Beto Vieira. |

| 1º de dezembro de 2017 | Roraima | 0 – 4  | Bahia                                 | Estádio Olímpico Pedro Ludovico, Goiânia, GO                                                                    |
| 16:00                  |         | Súmula | 35' 81' Hugo Freitas · 40' 65' Kaynan | Árbitro: Roberto Giovanny Oliveira Silva Auxiliares: Paulo Cesar Ferreira de Almeida e Hugo Savio Xavier Correa |

| - Roraima: Isaac Nobre; Luã Souza, Andrio, Daniel (Régys) e Pará (Joel Corrêa); Juca, Lucas Sudário (Leandrinho), Lucas Caliew (Vinícius) e André Arruda; Gustavo Frazão e Ribinha. Técnico: Beto Vieira. - Bahia: Wallace; Cadu, Adriano, Gabriel (Hugo Ribeiro) e Neyveson (Talles); Daniel (Wesley Castro), Ronald, Kauê (Marquinhos) e Ruan Café (Wesley Silva); Hugo Freitas e Kaynan. Técnico: Sérgio Araújo. |

| 3 de dezembro de 2017 | Bahia        | 1 – 2  | Goiás                              | Estádio Hailé Pinheiro, Goiânia, GO                                                                   |
| 16:00                 | Kaynan 45'+3 | Súmula | 26' Gustavo Henrique · 60' Cardoso | Árbitro: Jefferson Ferreira de Moraes Auxiliares: Alexandro de Lima Pedra Hume e Tiago Gomes da Silva |

| - Bahia: Wallace; Cadu, Adriano, Gabriel e Neyveson (Talles); Daniel (Hugo Ribeiro), Ronald (Wesley Castro), Kauê e Ruan Café (Wanderson); Hugo Freitas e Kaynan. Técnico: Sérgio Araújo. - Goiás: Lucas; Waguinho, Guilherme, Luizão e Rodrigues; Batata, Madison (Zé Augusto) e Albano (Pablo); David (Cardoso), Marcos Paulo (Evanderson) e Gustavo Henrique (Lucas Belisco). Técnico: Raphael Miranda. |

### Quartas-de-final

#### Grupo 9
| 10 de dezembro de 2017 | São Paulo                                         | 3 – 1     | Goiás      | Estádio 1º de Maio, São Bernardo do Campo, SP                                                      |
| 19:30                  | Marlon 8' · Paulo Henrique 83' · Yuri Alberto 86' | Relatório | 73' Albano | Árbitro: Douglas Marques das Flores Auxiliares: Leandro Matos Feitosa e Patricia Carla de Oliveira |

| - São Paulo: Luan; Diego Landis, Adriel (Júlio Rangel) e Rony; Danilo Belão (Matheus Serafin), Pedrinho, Mailton, Paulo Henrique e Gustavo Salomão; Marlon (Rodrigo Farofa, depois Gio) e Willian (Yuri Alberto). Técnico: Pablo Fernandez. - Goiás: Lucas; Waguinho (David), Guilherme, Luizão (Evanderson, depois Rafael Barbosa) e Rodrigues; Madison (Pablo), Batata (Zé Augusto) e Albano; Cardoso, Gustavo Henrique e Marcos Paulo. Técnico: Raphael Miranda. |

#### Grupo 10
| 10 de dezembro de 2017 | Rio Grande do Sul                               | 4 – 2  | Santa Catarina                    | Estádio Cristo-Rei, São Leopoldo, RS                                                           |
| 16:00                  | Caprini 2' · Ariel 20' · Mano 81' · Rhainer 85' | Súmula | 38' Lucas Bessa · 77' Matheusinho | Árbitro: Douglas Schwengber da Silva Auxiliares: André da Silva Bitencourt e Michael Stanislau |

| - Rio Grande do Sul: Raul; Vitinho (Luis Filipe), Bruno Centeno, Bruno Jesus e Filipe Duarte (Gabriel Silva); Santoris (Mano), Ariel, Kelvin e Ramiro (Silas); Pedro Lucas (Rhainer) e Caprini. Técnico: Arílson da Costa. - Santa Catarina: Tiepo; Guga, Hiago, Maurício e Lovat; Lucas Bessa (Fabian), Khevin e Matheusinho; Getúlio (Perotti), Janderson (Jô) e Vitão (Silvano). Técnico: Rodrigo Casarin. |

#### Grupo 11
| 9 de dezembro de 2017 | Rio de Janeiro                                    | 3 – 0  | Pernambuco | Estádio de Moça Bonita, Rio de Janeiro, RJ                                                       |
| 16:00                 | Wembley 22' · Alexandre Junio 58' · Jacozinho 71' | Súmula |            | Árbitro: Rodrigo Carvalhaes de Miranda Auxiliares: Gabriel Conti Viana e Thiago Rosa de Oliveira |

| - Rio de Janeiro: Philippe; Yago, Brenner, Gabriel Gomes e Sorin; Wembley (Wellington), PK (Nathan), Magé (Leo Antonio) e Capixaba; Alexandre Junio (Carrera) e Jacozinho (Matheus Gabriel). Técnico: Israel Venâncio. - Pernambuco: Sergio; Girão, Izael, Otávio (Lucão) e Evandro (Weslley Alcântara); João Victor, Marcelo, Marlon e Jeremias (James); Índio (Robinho) e Mikael (Robinho). Técnico: Levi Gomes. |

#### Grupo 12
| 10 de dezembro de 2017 | Mato Grosso                     | 3 – 1  | Paraná   | Estádio de Moça Bonita, Rio de Janeiro, RJ                                                                          |
| 16:00                  | Mosquito 46' 47' · Vinícius 66' | Súmula | Guga 44' | Árbitro: Pathrice Wallace Corrêa Maia Auxiliares: Luiz Antonio Muniz de Oliveira e Carlos Henrique Cardoso de Souza |

| - Mato Grosso: João Pedro; Leonardo, Matheus, Lucão e Kaique; Brenno (Edson), Igor (Luan), Vinícius (Matheus Vinícius) e Fernandinho; Ricardo e Mosquito. Técnico: Gianni Freitas. - Paraná: Gui; Matheus Dias, Ricardo, Guilherme Chiesa e Caio; Jhonny Lucas, Anderson (Warley), Uelber e Gabriel Pires; Guga (Dedei) e Ardley (Denilsom). Técnico: Luciano Simm. |

### Semifinal

#### Grupo 13
| 14 de dezembro de 2017 | São Paulo                    | 2 – 3  | Rio Grande do Sul                                | Estádio Novelli Júnior, Itu, SP                                                                     |
| 18:00                  | Marlon 6' · Yuri Alberto 79' | Súmula | 3' Luis Felipe · 85' Bruno Jesus · 90+1' Vitinho | Árbitro: Thiago Luiz Scarascati Auxiliares: Gustavo Rodrigues de Oliveira e Fabrini Bevilaqua Costa |

| - São Paulo: Luan; Mailton, Adriel, Rony e Gustavo Salomão (Rodrigo Farofa); Renan, Pedrinho (Pedro Augusto), Paulo Henrique e Matheus Serafin (Robson Bambu); Marlon (Yuri Alberto) e Willian (Gio). Técnico: Pablo Fernandez. - Rio Grande do Sul: Raul; Vitinho, Bruno Centeno, Bruno Jesus e Gabriel Silva (Silas); Santoris, Ariel (Vini), Kelvin e Ramiro (Filipe Duarte); Pedro Lucas (Rhainer) e Luis Felipe (Diego). Técnico: Arílson da Costa. |

#### Grupo 14
| 13 de dezembro de 2017 | Rio de Janeiro | 1 – 0  | Mato Grosso | Estádio de Los Larios, Duque de Caxias, RJ                                                  |
| 18:00                  | PK 68'         | Súmula |             | Árbitro: Rafael Martins de Sá Auxiliares: Diego Luiz Couto Barcelos e Fabiana Nobrega Pitta |

| - Rio de Janeiro: Philippe; Yago (Lucas Bala), Brenner, Gabriel Gomes e Sorin; Wembley (Wellington), PK (Carrera), Magé e Capixaba (Matheus Reis); Alexandre Junio e Jacozinho. Técnico: Israel Venâncio. - Mato Grosso: João Pedro; Willian, Matheus, Lucão e Kaique; Edson, Igor, Vinícius (Matheus Vinícius) e Fernandinho (Vinícius Matheus); Ricardo e Mosquito. Técnico: Gianni Freitas. |

### Final
| 17 de dezembro de 2017 | Rio de Janeiro | 1 – 1  | Rio Grande do Sul | Estádio de Moça Bonita, Rio de Janeiro, RJ                                                               |
| 16:30                  | Brenner 4'     | Súmula | 16' Caprini       | Árbitro: Daniel Victor Costa Silva Auxiliares: Thiago Gomes Magalhães e Daniel de Oliveira Alves Pereira |

|                                           |       | Penalidades                                     |  |
| Jacozinho Patrick Brenner Wembley Gabriel | 4 – 5 | Luis Felipe Caprini Rhainer Gabriel Silva Silas |  |

| - Rio de Janeiro: Philippe; Yago, Brenner, Gabriel Gomes e Sorin; Wembley, PK, Magé (João Vitor) e Capixaba; Carrera (Lucas Bala) e Jacozinho. Técnico: Israel Venâncio. - Rio Grande do Sul: Raul; Vitinho, Bruno Centeno, Bruno Jesus e Gabriel Silva; Santoris (Mano), Ariel (Luis Felipe), Kelvin e Ramiro (Silas); Pedro Lucas (Rhainer) e Caprini. Técnico: Arílson da Costa. |

## Premiação
| Copa de Seleções Estaduais Sub-20 2017 |
| -------------------------------------- |
| Rio Grande do Sul Campeão (1º título)  |

## Esquema
|  | Quartas-de-final                       | Quartas-de-final                 |                                 |      | Semifinal | Semifinal |  |  | Final | Final |
|  |                                        |                                  |                                 |      |           |           |  |  |       |       |
|  | 10 de dezembro – São Bernardo do Campo |                                  |                                 |      |           |           |  |  |       |       |
|  |                                        |                                  |                                 |      |           |           |  |  |       |       |
|  | São Paulo                              | 3                                |                                 |      |           |           |  |  |       |       |
|  | São Paulo                              | 3                                | 14 de dezembro – Itu            |      |           |           |  |  |       |       |
|  | Goiás                                  | 1                                |                                 |      |           |           |  |  |       |       |
|  | Goiás                                  | 1                                | São Paulo                       | 2    |           |           |  |  |       |       |
|  | 10 de dezembro – São Leopoldo          |                                  | São Paulo                       | 2    |           |           |  |  |       |       |
|  |                                        | Rio Grande do Sul                | 3                               |      |           |           |  |  |       |       |
|  | Rio Grande do Sul                      | Rio Grande do Sul                | 3                               | 4    |           |           |  |  |       |       |
|  | Rio Grande do Sul                      |                                  | 17 de dezembro – Rio de Janeiro | 4    |           |           |  |  |       |       |
|  | Santa Catarina                         | 2                                |                                 |      |           |           |  |  |       |       |
|  | Santa Catarina                         | 2                                | Rio Grande do Sul               | 1(5) |           |           |  |  |       |       |
|  | 9 de dezembro – Rio de Janeiro         |                                  | Rio Grande do Sul               | 1(5) |           |           |  |  |       |       |
|  |                                        | Rio de Janeiro                   | 1(4)                            |      |           |           |  |  |       |       |
|  | Rio de Janeiro                         | Rio de Janeiro                   | 1(4)                            | 3    |           |           |  |  |       |       |
|  | Rio de Janeiro                         | 13 de dezembro – Duque de Caxias |                                 | 3    |           |           |  |  |       |       |
|  | Pernambuco                             | 0                                |                                 |      |           |           |  |  |       |       |
|  | Pernambuco                             | 0                                | Rio de Janeiro                  | 1    |           |           |  |  |       |       |
|  | 10 de dezembro – Rio de Janeiro        |                                  | Rio de Janeiro                  | 1    |           |           |  |  |       |       |
|  |                                        | Mato Grosso                      | 0                               |      |           |           |  |  |       |       |
|  | Mato Grosso                            | Mato Grosso                      | 0                               | 3    |           |           |  |  |       |       |
|  | Mato Grosso                            |                                  |                                 | 3    |           |           |  |  |       |       |
|  | Paraná                                 | 1                                |                                 |      |           |           |  |  |       |       |
|  | Paraná                                 | 1                                |                                 |      |           |           |  |  |       |       |

## Artilharia
| Artilheiros | Artilheiros | Artilheiros |
| ----------- | ----------- | ----------- |

| Gols | Jogador          | Equipe              |
| ---- | ---------------- | ------------------- |
| 4    | Alexandre Junio  | Rio de Janeiro      |
| 4    | Caprini          | Rio Grande do Sul   |
| 4    | Vitinho          | Rio Grande do Sul   |
| 3    | Jacozinho        | Rio de Janeiro      |
| 3    | Kaynan           | Bahia               |
| 3    | Marlon           | São Paulo           |
| 2    | Albano           | Goiás               |
| 2    | Ariel            | Rio Grande do Sul   |
| 2    | Daniel           | Alagoas             |
| 2    | Hugo Freitas     | Bahia               |
| 2    | Khevin           | Santa Catarina      |
| 2    | Lucas Vinícius   | Paraíba             |
| 2    | Luis Felipe      | Rio Grande do Sul   |
| 2    | Matheus          | Pará                |
| 2    | Matheusinho      | Santa Catarina      |
| 2    | Mikael           | Pernambuco          |
| 2    | Mosquito         | Mato Grosso         |
| 2    | Pilar            | Minas Gerais        |
| 2    | Yuri Alberto     | São Paulo           |
| 1    | Abu              | Maranhão            |
| 1    | Alemão           | Acre                |
| 1    | Anderson         | Paraná              |
| 1    | André            | Maranhão            |
| 1    | André Arruda     | Roraima             |
| 1    | Arthur Cabral    | Ceará               |
| 1    | Brenner          | Rio Grande do Sul   |
| 1    | Brenner          | Rio de Janeiro      |
| 1    | Bruno Jesus      | Rio Grande do Sul   |
| 1    | Capixaba         | Rio de Janeiro      |
| 1    | Cardoso          | Goiás               |
| 1    | Carrera          | Rio de Janeiro      |
| 1    | Cosme            | Tocantins           |
| 1    | Damião           | Tocantins           |
| 1    | David            | Tocantins           |
| 1    | Denilson         | Rio Grande do Norte |
| 1    | Edmundo          | Tocantins           |
| 1    | Emerson Bombado  | Amazonas            |
| 1    | Fernandinho      | Mato Grosso         |
| 1    | Gabriel          | Piauí               |
| 1    | Gabriel Pires    | Paraná              |
| 1    | Guga             | Paraná              |
| 1    | Gustavo Henrique | Goiás               |
| 1    | Gustavo Lobó     | Tocantins           |
| 1    | Jacaré           | Ceará               |
| 1    | Jallysson        | Paraíba             |
| 1    | Jeremias         | Pernambuco          |
| 1    | Jhonny Lucas     | Paraná              |
| 1    | João Victor      | Mato Grosso do Sul  |
| 1    | João Victor      | Pernambuco          |
| 1    | Juninho          | Alagoas             |
| 1    | Lucas Bessa      | Santa Catarina      |
| 1    | Maceió           | Paraíba             |
| 1    | Madison          | Goiás               |
| 1    | Mano             | Rio Grande do Sul   |
| 1    | Marcelinho       | Sergipe             |
| 1    | Marcos Paulo     | Goiás               |
| 1    | Marcos Seabra    | Pará                |
| 1    | Marcus Vinicius  | Mato Grosso do Sul  |
| 1    | Mariano          | Pará                |
| 1    | Marlon           | Mato Grosso do Sul  |
| 1    | Matheus Tomaz    | Roraima             |
| 1    | Matheuzinho      | Acre                |
| 1    | Michel Borges    | Minas Gerais        |
| 1    | Miullen          | Paraná              |
| 1    | Negueba          | Rio Grande do Norte |
| 1    | Netinho          | Sergipe             |
| 1    | Ney              | Rondônia            |
| 1    | Paulo Henrique   | São Paulo           |
| 1    | Perotti          | Santa Catarina      |
| 1    | PK               | Rio de Janeiro      |
| 1    | Ramon            | Rio Grande do Sul   |
| 1    | Régys            | Roraima             |
| 1    | Renan            | Tocantins           |
| 1    | Rhainer          | Rio Grande do Sul   |
| 1    | Ribinha          | Roraima             |
| 1    | Ricardo          | Mato Grosso         |
| 1    | Rivelino         | Amazonas            |
| 1    | Rodrigo Farofa   | São Paulo           |
| 1    | Silvano          | Santa Catarina      |
| 1    | Thiago           | Espírito Santo      |
| 1    | Tom              | Rondônia            |
| 1    | Uelber           | Paraná              |
| 1    | Victor           | Sergipe             |
| 1    | Vilmar           | Piauí               |
| 1    | Vinícius         | Mato Grosso         |
| 1    | Vitão            | Santa Catarina      |
| 1    | Vitinho          | Amazonas            |
| 1    | Wagner Lauretti  | Piauí               |
| 1    | Wembley          | Rio de Janeiro      |
| 1    | Yann             | Maranhão            |